# Карве (Белуно)
Карве (итал. Carve) је насеље у Италији у округу Белуно, региону Венето.
Према процени из 2011. у насељу је живело 288 становника. Насеље се налази на надморској висини од 553 м.